# Joryj Kłoc
Joryj Kłoc (вимовляється як [йорий клоц]) — український фольк-рок гурт зі Львова. Гурт було створено у 2008 році, і починався він як електронний проєкт, що використовував українські давні пісні та мотиви, покладені на електронно‑діджейські ритми. У сучасному складі група існує з 2010 року, і нині самі «клоци» стверджують, що грають повноцінний рок. Точніше: «Український обрядовий хіп-хоп дайбоже-етно-чорт». Втім, Польське Радіо визначило стилістику групи як турбо‑фолк, a під час поїздки на Донеччину — тамтешні новинарі їх вже визначили як «козацький брейк‑біт». Під час виступу на півфіналі 11 сезону шоу Mam Talent, що виходить на польському телеканалі TVN, телеведучі представили ватагу як «слов'янська Sepultura часів „Roots“»

## Назва Joryj Kłoc— тлумачення
Ось як свою назву пояснює сама ватага:
Якщо коротко, то ці слівця ми видобули з давніх первотворів, що дійшли до нас з доби тодішніх, історичних лірників та кобзарів. У них була своя таємна мова — свій балак, арґо. Або як кажуть у нашому посов'єченому суспільстві — «фєня». Втім, у добу ремісничих об'єднань та цехів кожен з них мав свою ґвару, не зрозумілу сторонньому вухові.
Робилося так навмисно: сучасною мовою кажучи, це була політика інформаційного захисту представників певного ремесла, аби їхні таємниці (такі собі Високі Технології тої доби) не тікали за межі цеху. Лірницько-кобзарські братства теж мали свої секрети. Тим більше, що спосіб життя у них був мандрівний, сповнений небезпек. Тож кому-кому, а лірникам та кобзарям додаткова затаємниченість аж ніяк не була зайвою.
Спочатку слівця «йорий» та «клоц» десь вичитав Олесь, але вони мали доволі вузькі значення. Потім на їхнє розширене тлумачення десь наткнувся Гордій — його особливо вперло слово «клоц»: бо воно перегукується зі зрозумілим нам «клац».
Ті ширші тлумачення, коли їх почали складати до купи — нам і підійшли. Бо JORYJ [йорий] − означало: поважний, шанований; а також: шалений, навіжений, бунтарський, несамовитий, відчайдушний, шибай-головий, запеклий. 
А KŁOC (зустрічається вимова як [клоц], так і [клЬоц]) − шмат, кавалок, кусень; або ж − чоловік, старець, мудрець, знавець, велет. До речі, в польській мові klocki — означають дитячі кубики, або детальки конструктора.
Тож сучасною мовою зворот Joryj Kłoc можна розтлумачити як «поважний, шанований чоловік», або ж: «Запеклі Перці» чи «Велике Цабе». Ми згодні на кожне з цих тлумачень!

## Побічна діяльність учасників гурту
Частково цитовано за опитуванням для видання «Український Ванкувер / Ukrainian Vancouver»:
- Anton Łubij — скульптор. Різьбить з дерева, криги та каменя.
- Ivan Żoglo — виготовляє стильні меблі в дусі «шведського мінімалізму».
- Lübomyr Sopilnyk — професійно навчається грі на класичній гітарі. Хоча грає на низці інших гудил, зокрема і на бас‑гітарі, і на колісній лірі.
- Pavlo Ġotz — вчиться на режисера, а відповідно й захоплюється театром і всім, що до цієї справи дотичить.

## Творчість групи
- 31 травня 2014 року Joryj Kłoc випустив першу в житті довготривалу однойменну платівку[6].
- Восени 2014-го група оприлюднила пісню Wogoń (Ой, На Горі Вогонь Горить), присвячену Небесній Сотні та воякам, що воюють sз рашизмом на Сході. Пісня є позаплатівковою: її в альбомах не буде.
- У лютому 2015 року у Польщі в iTunes та на Muzodajnia.PL[7] вийшов перший диск польською мовою: Siadaj, Siadaj (Kochanie Moje), а заразом й українські вже знані пісні Verbovaja Doṡċeċka, Wołochy та Lis (та їхні варіації). Остання пісня близько 20 тижнів протрималася у всеукраїнських чартах[8].
- 28 серпня 2015 року — кліп на Oj, Siadaj, Siadaj. Зйомки відбувалися на Хуторі Ґораєц (Chutor Gorajec [Архівовано 17 серпня 2018 у Wayback Machine.]) в Польщі. У ньому всі головні ролі та масовку зіграли польські шанувальники гурту, хоча були також гості з Британії, Іспанії, Латвії та інших.
- 8 травня 2016 року ватага Joryj Kłoc дійшла до фіналу польського талант‑видовиська Must Be The Music — Tylko Muzyka!
- 9 липня 2016 року на тому ж самому Хуторі Ґораєц (Chutor Gorajec) було знято наживо кліп до пісні Baba. Основна заковикою цього виднограю є повна відсутність професійної зйомки: більшість відео матеріалів накрутили самі глядачі на свої слухавки. Інша частина відео була знята на камери, прикріплені безпосередньо до гудил (інструментів) гурту.
- 30 червня 2018 року за FaceBook-відгуками глядачів гурт став відкриттям фестивалю Kilkim Žaibu [Архівовано 17 серпня 2018 у Wayback Machine.] XIX (Литва).
- Піснею «DOVBUSH [Архівовано 13 червня 2021 у Wayback Machine.]» долучився до акції «Так працює пам'ять», присвяченої пам'яті Данила Дідіка і всім, хто віддав життя за незалежність України.[9]

## Склад гурту
- Anton Łubij (Антон Лубій) — бýхало, вокал, вигуки
- Jarosłav Jarovenko  (Ярослав Яровенко) — альт, вокал, бек-вокал, вигуки
- Pavlo Ġotz (Павло Гоц) — гітара, вокал, бек-вокал, вигуки
- Lübomyr Sopilnyk (Любомир Сопільник) — колісна ліра, вокал, бек-вокал, вигуки
- Sania Gnativ (Lviv), Danylo Cimko (Lviv), Wojciech Żurkiewicz (Kraków) — звукарі ватаги

## Колишні учасники гурту
- Yarko Sebalo (Ярко Себало) — колісна ліра, вокал, бек-вокал, вигуки[10]. Ярко Себало — мультиінструменталіст; доєднався до гурту у 2016 році[11].
- Гордій Старух — колісна ліра, вокал. Один із перших учасників і засновників гурту (2008–2017 рр.)

## Пісні
- 2014 +Joryj Kłoc — студійний альбом. Видавництво «Наш Формат».
- Siadaj Siadaj, Doščečka — сингл, випущений суто в мережі (iTunes, Muzodajnia та ін.).
- 2015 Lis, Doščečka ta Voloxy — сингл, випущений суто в мережі (iTunes, Muzodajnia та ін.).
- 21 листопада 2015 р. — другий студійний альбом «KORBA»[12].
- Радіосингл «LÖN» (Joryj Kłoc feat. Flashtronica)
- 9 грудня 2016 р. — побачив світ третій альбом гурту «KOZA», який містить 13 оригінальних колядок: більшість з яких — українською, а одна — польською.
- 10 лютого 2018 — вийшла четверта за ліком платівка під назвою «KORA» (the BARK), куди увійшли пісні, які гурт надибав та зібрав вже під час своїх концертних подорожей.[13]

## Відео
- STOJÁLA SÓSNA — vydnograj :: official video, 2018.XI
- VERBOVAJA DOṠĊEĊKA [Архівовано 6 квітня 2017 у Wayback Machine.] — vydnograj :: official video, 2013.XI
- LIS [Архівовано 6 квітня 2017 у Wayback Machine.] — vydnograj :: official video, 2015.IV
- SIADAJ SIADAJ [Архівовано 5 квітня 2017 у Wayback Machine.] — vydnograj :: official video, 2015.VIII
- WOŁOCHY [Архівовано 5 квітня 2017 у Wayback Machine.] — vydnograj :: official video, 2015.XII
- KOŁOMYJKY — vydnograj :: official video, 2016.III
- WOŁOCHY [Архівовано 5 квітня 2017 у Wayback Machine.] — nażyvo :: live Must Be The Music, edycja 11 (Polska), 2016.V
- JARYŁO — lübytelśkyj vydnograj :: official amateur video, 2017.VI
- BABA — nażyvo :: live Folkowisko '2016, 2017.V
- BÓJKO-BOGÓJKO — nażyvo :: live Hit Konvejer, телеканал M2, 2017.VIII
- BÓJKO-BOGÓJKO — vydnograj :: official video, 2017.XI
- КНЯЖИЙ фест 2017 — повний виступ ватаги 2017.VIII
- DOBRYJ VAM VEĊIR — nażyvo :: live ZiK TV 2018.I
- V NEDILÜ RANO — nażyvo :: live ZiK TV 2018.I
- DNI TARNOBRZEGA — nażyvo :: live 2018.VI
- PJANYCÄ — nażyvo :: live fest Wschó Kultury 2018.VI
- GARAŻ z Joryj Kłoc — програма на ZiK TV (Ukrajina), 2018.IV
- GOROBEJ — nażyvo :: live on ZiK TV (Ukrajina), 28.04/2018
- JURJÁ — nażyvo :: live on ZiK TV (Ukrajina), 28.04/2018
- MES DZIENELĮ ULIAVOJAM — nażyvo :: live on ZiK TV (Ukrajina), 28.04/2018
- BABA — nażyvo :: live on fest «Zberemosia, Rode» 2018, Połtava, 9.09/2018
- WOŁOCHY — nażyvo :: live on fest Kilkim Žaibu XIX, 30.06/2018
- BIDA [Архівовано 17 березня 2019 у Wayback Machine.] — the casting of Ukrainina edition of X-FACTOR, 22.09/2018
- SIADAJ SIADAJ — Mam Talent casting, Kraków (Polska) 8.09/2018
- KOŁOMYJKY— 1/2 finału Mam Talent TVN (Polska), 27.10.2018